# Wanderley Cardoso
Wanderley Conti Cardoso (né le 10 mars 1945 à São Paulo) est un chanteur brésilien.

## Biographie
Né dans le quartier de Belenzinho, à São Paulo, il commence sa carrière d'interprète à l'âge de 13 ans et vit dans les quartiers de Pirituba et Lapa à São Paulo. Il étudie à l'école publique Guilherme Kuhlmann, où il termine l'école primaire (de la première à la quatrième année), à Largo da Lapa, Lapa de Baixo, à São Paulo, puis au collège Campos Salles, et plus tard au collège Olavo Bilac, où il obtient un diplôme de comptable. Après cinq années consacrées à ses études, il s'investit fortement dans le show business. Son premier succès, enregistré en 1965, est Preste Atenção. Il devient rapidement l'une des idoles de la Jovem Guarda, ce qui lui vaut le surnom de « O Bom Rapaz », titre de son grand succès enregistré en 1967, qui se vend à plus de cinq millions d'exemplaires.
Présentateur à la radio et à la télévision, il apparait comme l'un des Trapalhões dans l'émission 'Os Adoráveis Trapalhões sur la défunte TV Excelsior, aux côtés de Renato Aragão, Ted Boy Marino et Ivon Curi. La chanteuse apparaît dans un numéro musical du film Na Onda do Iê-iê-iê, réalisé par Renato Aragão en 1966, dans lequel on peut également voir Wilton Franco, qui a créé l'émission comique de TV Excelsior. Après Jovem Guarda et Adorable Trapalhões, il est engagé par Silvio Santos en 1970, avec Paulo Sérgio et Antônio Marcos, pour participer chaque semaine à l'émission Os Galãs cantam e dançam na TV, qui réunit plusieurs chanteurs invités en plus des trois titulaires. Il conserve son romantisme dans ses émissions et ses albums.
En 1972, Wanderley est sauvagement battu dans la ville d'Uberaba, Minas Gerais, où il devait donner un concert, et presque devenu aveugle de l'œil droit. L'acte de violence est perpétré par plusieurs « playboys », de riches agriculteurs et industriels de la région, jaloux du succès du chanteur auprès du public féminin. Les faits ne font pas l'objet d'une enquête approfondie, en raison du grand pouvoir des hommes d'affaires d'Uberaba auprès des militaires qui gouvernaient le pays.
Au cinéma, il joue dans plusieurs films et participe à quelques pièces et telenovelas. Un autre de ses succès est Adeus Ingrata, qu'il interprète dans le film O Pobre Príncipe Encantado, avec Flávio Migliaccio et Vanusa. Au cours de sa carrière, il enregistre plus de 900 chansons et compte environ 16 millions d'exemplaires vendus de ses 84 disques. Il compte aussi un DVD avec plusieurs artistes brésiliens.
Encouragé par l'animateur Haroldo de Andrade (qui vivait à Praia da Bica), Wanderley Cardoso vit pendant près de 35 ans à Ilha do Governador, à Rio de Janeiro. Il vend ensuite sa maison à São Paulo et s'installe dans le quartier insulaire de Jardim Guanabara. En 2014, il met en vente sa maison sur l'île et vit à Campinas, dans le quartier de Santa Cândida, où il est partenaire du Recanto Napoleon, un foyer pour les travailleurs de la construction, et a un nouveau CD, uniquement avec des chansons italiennes, qui sortira bientôt.